# Le Frère de lait (film, 1918)
Ne doit pas être confondu avec Le Frère de lait (film, 1911).
Le Frère de lait est un film muet français réalisé par Jacques Feyder, sorti en 1918.

## Fiche technique
- Titre : Le Frère de lait
- Réalisation : Jacques Feyder
- Pays d'origine :  France
- Langue : film muet avec les intertitres  en français
- Format : Noir et blanc — 35 mm — 1,33:1 — Muet
- Métrage :
- Genre :
- Durée :
- Dates de sortie : 
  -  France : 1918

## Distribution
- Françoise Rosay